# Der Bulle von Tölz
Der Bulle von Tölz ist eine von Sat.1 in Auftrag gegebene deutsche Krimiserie. Die Hauptrolle, den Hauptkommissar Benno Berghammer, spielte Ottfried Fischer. Nach dem Tod der Schauspielerin Ruth Drexel (Resi Berghammer) im Februar 2009 wurde die Produktion weiterer Folgen eingestellt. Die Serie wurde auch im ORF ausgestrahlt.

## Handlung

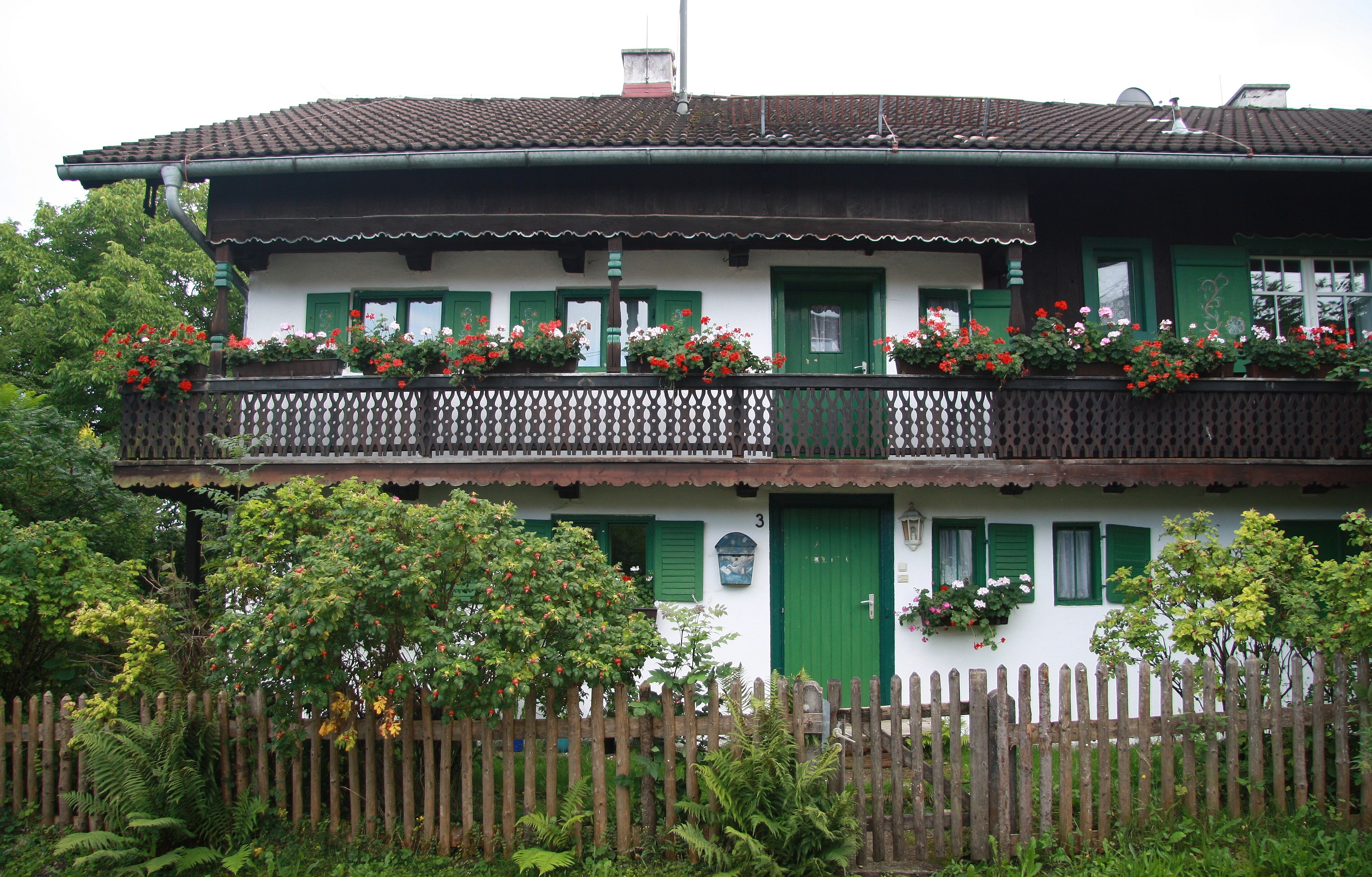
Das Hollerhaus am Neufahrner Weg 3 im Ickinger Ortsteil Irschenhausen; Kulisse der Pension Berghammer.

Die Handlung der Serie spielt in und um Bad Tölz in der idyllischen Gegend zwischen München und der österreichischen Grenze. Hauptcharaktere sind Hauptkommissar Benno Berghammer, dessen Mutter Theresia „Resi“ Berghammer sowie Bennos Kollegin Sabrina Lorenz bzw. Nadine Richter.
Im Mittelpunkt der Folgen stehen neben den Kriminalfällen auch die Eigenheiten der Figuren und ihre Beziehungen untereinander, etwa die Streitereien und Sticheleien zwischen Benno Berghammer und seiner Mutter.

## Figuren

### Hauptfiguren

#### Benno Berghammer

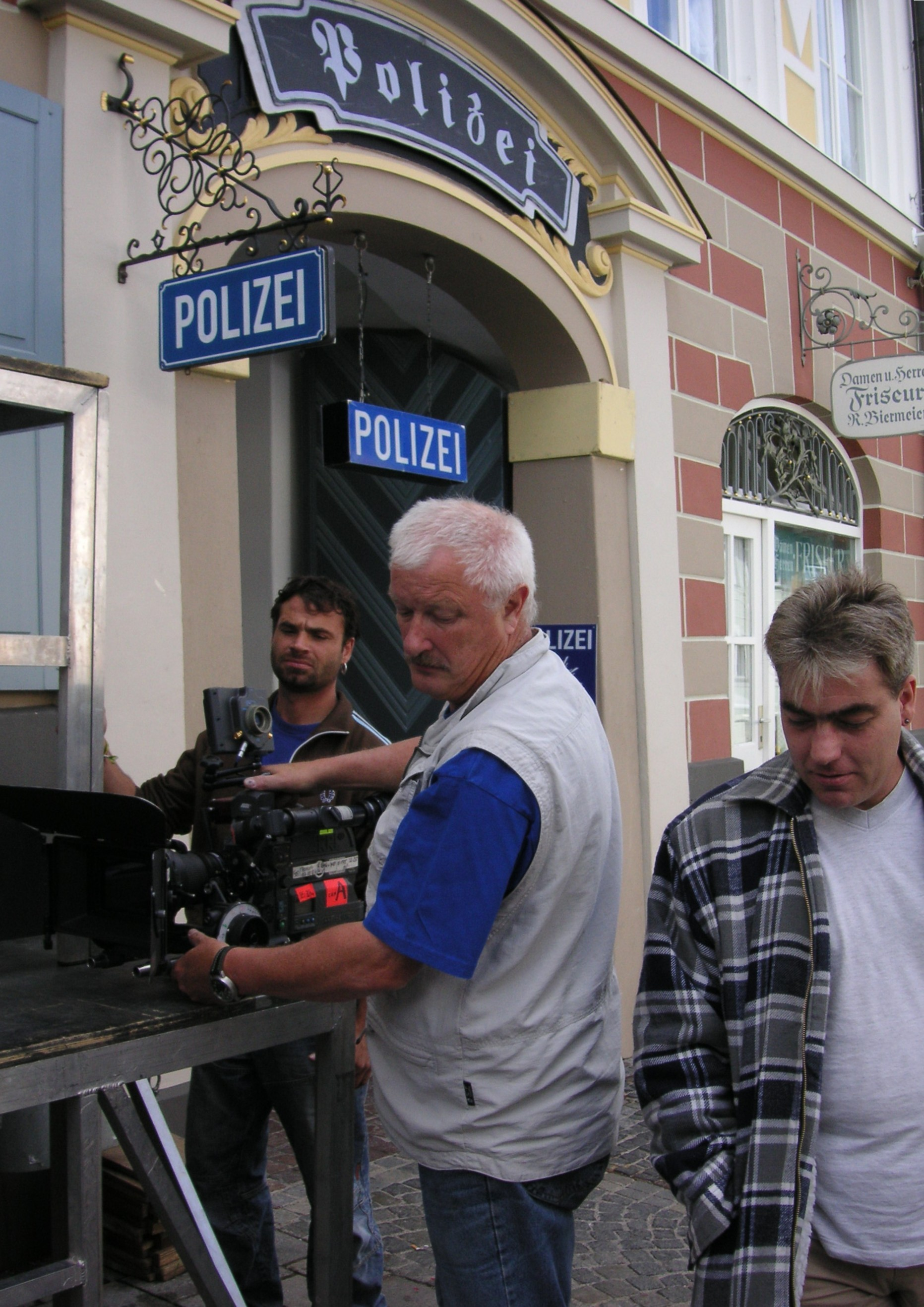
Dreharbeiten zum „Bullen“ auf der Marktstraße im September 2006

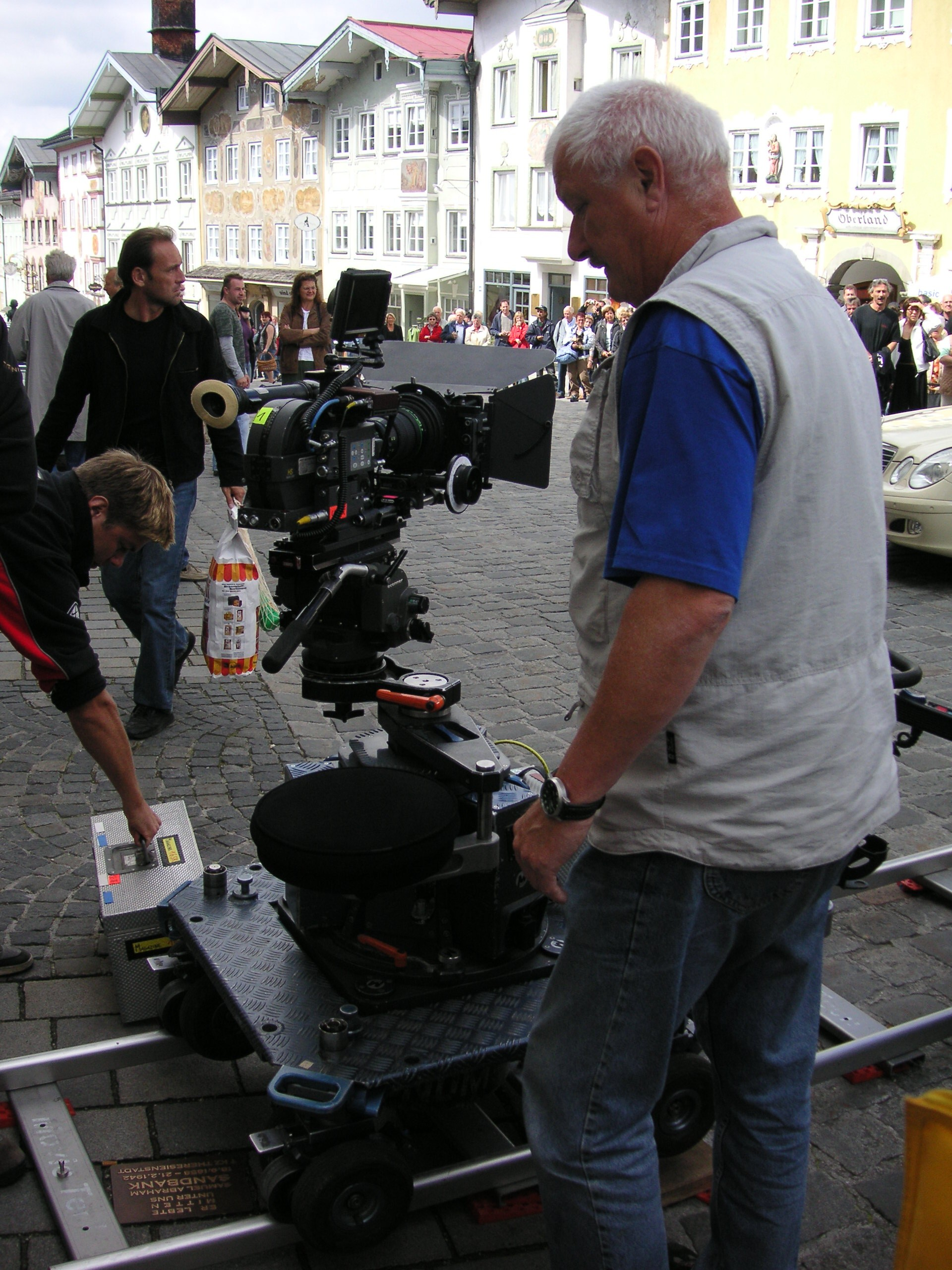
Dreharbeiten zum „Bullen“ auf der Marktstraße im September 2006

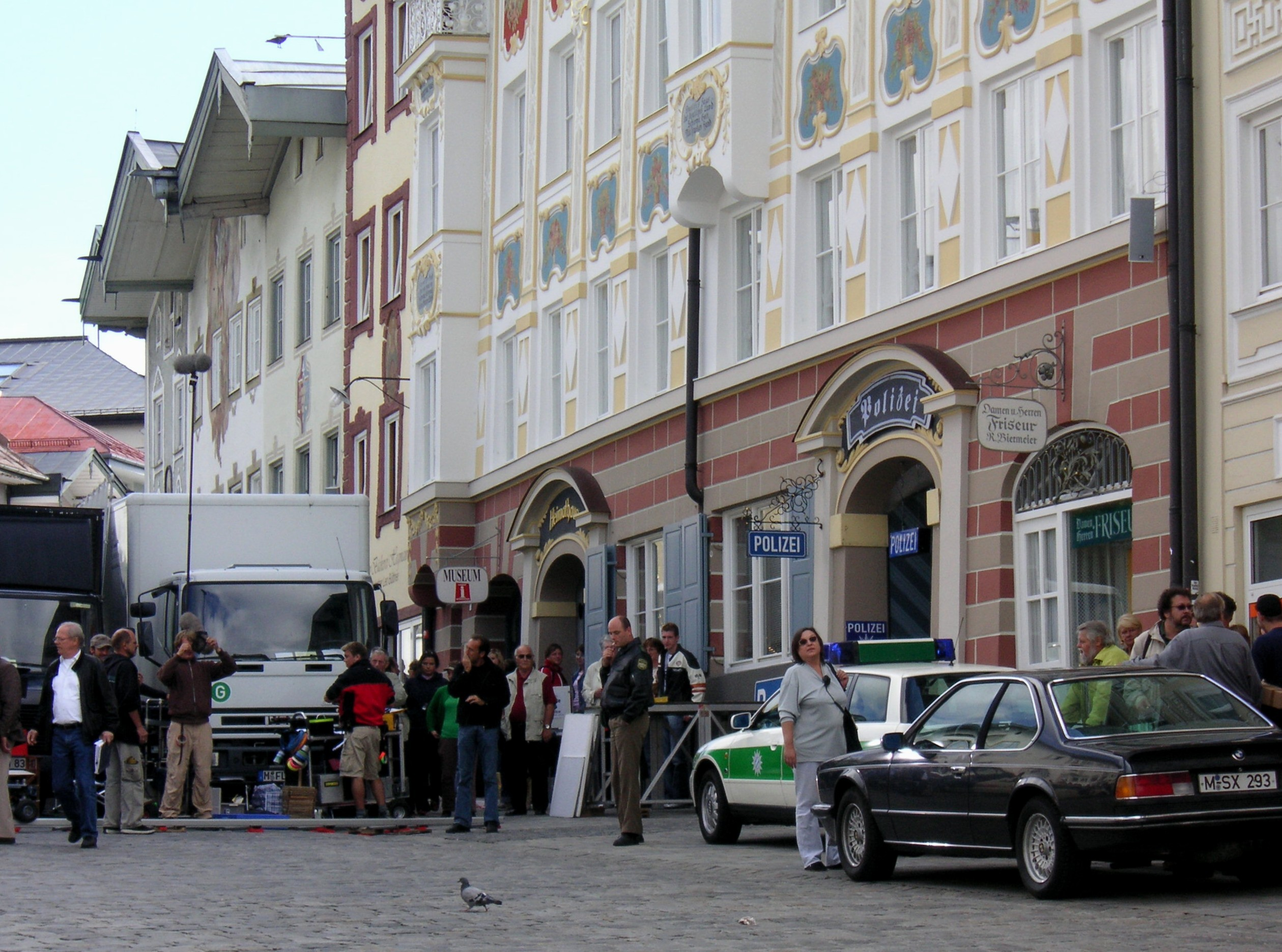
Dreharbeiten zum „Bullen“ auf der Marktstraße im September 2006

Der beleibte Hauptkommissar Benno Berghammer wohnt mit seiner Mutter Resi in deren Pension in Bad Tölz. Er ist ledig und lebt nach dem Prinzip „Hotel Mama“. Die Beziehung zu seiner dominanten Mutter ist ein Running Gag, der sich durch alle Folgen zieht. Berghammer selbst kritisiert gerne die aktuelle Politik oder die politischen Machtverhältnisse in Bayern, besonders die (mutmaßlichen) Amigo-Verhältnisse der lokalen Größen der CSU, die Partei wird allerdings fast nie namentlich genannt, sondern häufig mit „bayerische Einheitspartei“ umschrieben. Bennos politische Einstellung ist die Karikatur eines „urbayerischen Sozl’n“: Er kritisiert oft und gern die herrschenden Verhältnisse, hat an deren Änderung jedoch kein wirkliches Interesse und weiß sie auch bisweilen zu nutzen („…des is positiver katholischer Filz!“). Auch die katholische Kirche wird von Berghammer in Disputen mit dem örtlichen Geistlichen Prälat Barthel Hinter kritisiert, wobei der Kommissar Bibelsicherheit und theologisches Verständnis zeigt – Fähigkeiten, die er sich aus der Ministrantenzeit bewahrt hat. Der in Bad Tölz geborene Polizist hat durch die so gegebene tiefe Verwurzelung mit der Gegend in den Ermittlungen oft einen Trumpf in der Hinterhand, indem er beispielsweise viele Behördenmitarbeiter aus seiner Schulzeit kennt, welchen er ab und an Insiderinformationen entlocken kann. Unabhängig von Jahreszeit und Umgebung (drinnen wie draußen) besteht die Kleidung des Hauptkommissars aus einer braunen Cordhose, einem paspelierten Hemd und einem Pfeffer-und-Salz-Jackett. Abweichungen (Golfhose, Anzug mit Krawatte u. ä.) gibt es nur bei besonderen Gelegenheiten, wie dem Dreh eines Werbevideos für die Pension.

#### Resi Berghammer
Obwohl sich Theresia Berghammer, genannt Resi, gern das Haus mit ihrem Sohn Benno teilt, überwiegt der Wunsch nach Enkeln, und so lässt sie nichts unversucht, ihren Sohn mit der nächstbesten Frau zu verkuppeln – ein Unterfangen, das ihr jedoch nie recht gelingen will. Beruflich zeigt sich die rüstige Oberbayerin nicht weniger engagiert: Sie versucht alles, damit ihre Pension stets attraktiv für ihre Gäste bleibt (Computer, Internet, Ausbau, Feng Shui). Nervös wird Resi nur, wenn Benno sich mit „hohen Tieren“ anlegt, denn sie hat Respekt vor Ämtern und Titeln. Des Weiteren ist sie sehr gutgläubig; so bekam sie in der Folge Der Zuchtbulle von einem Pensionsgast ein Glas „Fitnesspillen“, die sie Benno ins Essen mischte, in der Hoffnung, dass sie ihn bei Frauen beliebter machten. Sie bewirkten jedoch, dass Benno unausstehlich wurde, und aus einer Beziehung wurde wieder nichts.
Aus gesundheitlichen Gründen pausierte Ruth Drexel, die Darstellerin von Resi Berghammer, von Folge 64 bis Folge 68, kehrte aber in Folge 69, Abenteuer Mallorca, noch einmal zurück.

#### Sabrina Lorenz (bis 2006)
Hauptkommissarin Sabrina Lorenz (Katerina Jacob) ist die Kollegin von Benno Berghammer. Sie kommt aus Berlin, daher hat sie als „Preußin“ im bayerischen Bad Tölz, in dem sie seit 1996 arbeitet, keinen allzu leichten Stand. Sie muss zu Beginn der Serie Land und Leute erst kennenlernen und hat mit der bairischen Sprache, die sie nicht immer versteht und erst recht nicht selbst spricht, Schwierigkeiten. Allerdings weiß Sabrina Probleme stets mit „weiblicher Durchsetzungskraft“ zu meistern. Während ihr Kollege es bei Kriminalfällen immer wieder vorzieht, die bequemeren Aufgaben zu übernehmen, überlässt er Sabrina gerne die unangenehmen Arbeiten, die ihm lästig sind. Außerdem nennt sie Benno immer wieder „Hase“, um ihn zu ärgern. Sabrina war für Resi Berghammer immer eine geeignete Schwiegertochter, was Benno aber ganz anders sah.
Die 58. Folge, Kochkünste, ist die letzte, in der Katerina Jacob als Kommissarin Lorenz zu sehen ist. Viele Fans bedauerten ihren Ausstieg, da sie sich mit Ottfried Fischer vor und hinter der Kamera sehr gut verstand und dies der Rolle zugutekam.

#### Nadine Richter (ab 2006)
Nadine Richter, gespielt von Katharina Abt, ist die neue Kollegin Benno Berghammers in den Folgen, die ab Dezember 2006 im ORF und ab Februar 2007 von Sat.1 ausgestrahlt wurden. Ihr Debüt als Kommissarin hatte Katharina Abt in der Folge Keiner kennt den Toten. Als Sabrina schwanger in Berlin bleiben möchte, präsentiert der Staatsanwalt Benno Berghammer seine neue Kollegin, die aus Güstrow in Mecklenburg-Vorpommern stammt. Nach einigen Streitigkeiten kann sich Nadine etablieren, nicht zuletzt durch ihre satirische Ader, die Benno imponiert.
Bei der Charakterentwicklung Nadines wurde nicht versucht, „nur“ einen adäquaten Ersatz für Sabrina zu schaffen, sondern die neue Kollegin von Anfang an mit einem auf eigene Weise markanten Profil auszustatten. Ihren ersten Auftritt hatte Katharina Abt bereits 1998 in der Folge Tod eines Strohmanns als Sekretärin und Mörderin Brigitte Neuhierl.

### Nebenfiguren
Neben den drei Hauptcharakteren gibt es noch weitere Personen, die regelmäßig, aber nicht in jeder Folge mitspielen, so zum Beispiel der Gerichtsmediziner Dr. Robert Sprung (Norbert Heckner), der skrupellose örtliche Baulöwe Anton „Toni“ Rambold (Gerd Anthoff), ein alter Schulfreund von Benno, der von Zeit zu Zeit intrigante Ortsgeistliche römisch-katholische Prälat Barthel Hinter (Michael Lerchenberg), der korrupte CSU-Staatssekretär Berthold von Gluck (Klaus Guth), der SPD-Bundestagsabgeordnete Hans Meidenbauer (Alexander Held), Staatsanwalt Dr. Georg Lenz (Moritz Lindbergh) sowie der tumbe, naive und unbeholfene Polizeihauptmeister Anton Pfeiffer (Udo Thomer). Nach dem plötzlichen Tod Udo Thomers erschuf die Nürnberger Drehbuchautorin Doris Jahn die neue Figur des aus Franken stammenden Wachtmeisters Schmidt (Norbert Mahler). In den frühen Folgen tauchten darüber hinaus die Staatsanwältin Dr. Zirner (Diana Körner), der korrupte CSU-Landrat Siegfried Wallner (Friedrich von Thun) und Bürgermeister und Bauunternehmer Franz Wegener (Bernd Helfrich) auf.

## Besetzung
| Schauspieler         | Rollenname                              | Folgen | Jahr(e)   | Bemerkungen                                                                      |
| -------------------- | --------------------------------------- | ------ | --------- | -------------------------------------------------------------------------------- |
| Ottfried Fischer     | Hauptkommissar Benno Berghammer         | 01–69  | 1996–2009 |                                                                                  |
| Ruth Drexel          | Theresia „Resi“ Berghammer              | 01–69  | 1996–2009 | in den Folgen 64 bis 68 „auf Mallorca“                                           |
| Katerina Jacob       | Hauptkommissarin Sabrina Lorenz         | 01–58  | 1996–2006 | in den Folgen 16, 22, 31, 32, 35, 43 und 47 „im Urlaub“ bzw. „auf Weiterbildung“ |
| Katharina Abt        | Kommissarin Nadine Richter              | 59–69  | 2006–2009 |                                                                                  |
| Udo Thomer           | Polizeihauptmeister Anton Pfeiffer      | 02–57  | 1996–2005 |                                                                                  |
| Michael Lerchenberg  | Prälat Barthel Hinter                   | 01–68  | 1996–2008 | in Folge 21 auch in einer Doppelrolle als Edmund Stoiber zu sehen                |
| Hans Peter Hallwachs | Polizeichef Matern                      | 01–14  | 1996–1998 | fährt in Folge 14 „zur Weiterbildung“ und tritt danach nicht mehr auf            |
| Klaus Guth           | Staatssekretär Berthold von Gluck       | 03–53  | 1996–2005 | Todesopfer in der Folge Der Zuchtbulle                                           |
| Gerd Anthoff         | Anton „Toni“ Rambold                    | 03–69  | 1996–2009 | Schulfreund von Benno                                                            |
| Bernd Helfrich       | Bürgermeister Wegener                   | 02–11  | 1996–1997 |                                                                                  |
| Friedrich von Thun   | Landrat Siegfried Wallner               | 01–21  | 1996–1999 |                                                                                  |
| Diana Körner         | Staatsanwältin Dr. Zirner               | 02–37  | 1996–2002 |                                                                                  |
| Carin C. Tietze      | Katja „Hasi“ Flemisch                   | 12–69  | 1997–2009 | Rambolds Lebensgefährtin                                                         |
| Norbert Heckner      | Gerichtsmediziner Dr. Robert Sprung     | 24–68  | 2000–2008 |                                                                                  |
| Alexander Held       | Bundestagsabgeordneter Hans Meidenbauer | 42–69  | 2003–2009 |                                                                                  |
| Moritz Lindbergh     | Staatsanwalt Dr. Georg Lenz             | 53–69  | 2005–2009 |                                                                                  |
| Norbert Mahler       | Polizeihauptmeister Schmidt             | 59–69  | 2006–2009 |                                                                                  |

## Gastrollen
Einige Schauspieler waren mehrmals in verschiedenen Nebenrollen zu sehen. Den Rekord hält mit neun Auftritten Gottfried Drexler: als Bauunternehmer in der ersten Folge, Das Amigo-Komplott; in Leiche dringend gesucht als Bauunternehmer und Freund des Bürgermeisters; in Berg der Begierden als arbeitsloser Akademiker; in Mord im Irrenhaus und Tod auf Tournee als Pensionsgast; in Tod am Rosenmontag als Trachtler; in Treibjagd als Dr. Edenhofer; in Eine tödliche Affäre in seiner größten Rolle beim Bullen als Resis verbündeter Springer und in der Folge Bei Zuschlag Mord als Portier.
Weitere Schauspieler mit Gastrollen:
- Marijam Agischewa
- Werner Asam
- Rainer Basedow
- Monika Baumgartner
- Sebastian Bezzel
- Gregor Bloéb
- Hans Brenner
- Marisa Burger
- Mathieu Carrière
- Manuela Denz
- Ulrich von Dobschütz
- Solveig Duda
- Karin Düwel
- Markus H. Eberhard
- Gundi Ellert
- Jenny Elvers
- Paul Faßnacht
- Veronica Ferres
- Wolfgang Fierek
- Florian David Fitz
- Lisa Fitz
- Catherine Flemming
- Peter Fricke
- Bojana Golenac
- Eisi Gulp
- Joseph Hannesschläger
- Thomas Holtzmann
- Henry Hübchen
- Brigitte Jaufenthaler
- Anke Kortemeier
- Thomas Limpinsel
- Marianne Lindner
- Gerd Lohmeyer
- Monika Lundi
- Henry van Lyck
- Dietrich Mattausch
- Susanne von Medvey
- Sunnyi Melles
- Michael Mendl
- Karl Merkatz
- Willy Michl
- Antoine Monot, Jr.
- Katharina Müller-Elmau
- Corinna Nilson
- Uwe Ochsenknecht
- Götz Otto
- Julia Palmer-Stoll
- Olivia Pascal
- Sissi Perlinger
- Siegfried Rauch
- Sepp Schauer
- August Schmölzer
- Gisela Schneeberger
- Katharina Schubert
- Jutta Schmuttermaier
- Jutta Speidel
- Fred Stillkrauth
- Aglaia Szyszkowitz
- Karina Thayenthal
- Max Tidof
- Christian Tramitz
- Hermann Treusch
- Francisca Tu
- Franziska Walser
- Gila von Weitershausen
- Fritz Wepper
- Steffen Wink
- Oliver Wnuk
- Helmut Zierl

## Episoden
Neue Folgen wurden bis Nr. 58 zuerst auf Sat.1 und erst danach im ORF ausgestrahlt. Ab der 59. Folge zeigte der ORF die neuen Folgen kurz vor der Ausstrahlung auf dem deutschen Sender. Auf beiden Sendern wurde die Serie langjährig auf festen wöchentlichen Sendeplätzen ausgestrahlt, die nur zeitweilig für andere, thematisch ähnliche Serien (z. B. Der Pfundskerl oder Stadt, Land, Mord!) genutzt wurden. Zwischen den Erstausstrahlungsterminen neuer Folgen wurden ältere Episoden in unregelmäßiger Reihenfolge wiederholt. Im Jahr 2010 erwarb der Bayerische Rundfunk die Rechte an der Serie und zeigte bis 2012 Wiederholungen aller Folgen. Seit 2015 wird die Serie auf Sat.1 Gold ausgestrahlt. Daneben werden die Folgen immer wieder bei ORF 2 sowie im Heimatkanal ausgestrahlt.
Einige Folgen wurden nicht in der Reihenfolge ihrer Produktion gesendet. So wurde die als Jubiläumsfolge 50 angekündigte Episode Der Tölzi als 49. Folge gesendet, obwohl Benno Berghammer am Ende der Folge eine Anspielung auf seinen 50. erfolgreichen Fall macht und der Film mit den Worten „… und das soll auch die nächsten 50 Fälle so bleiben“ endet.

## Rezeption

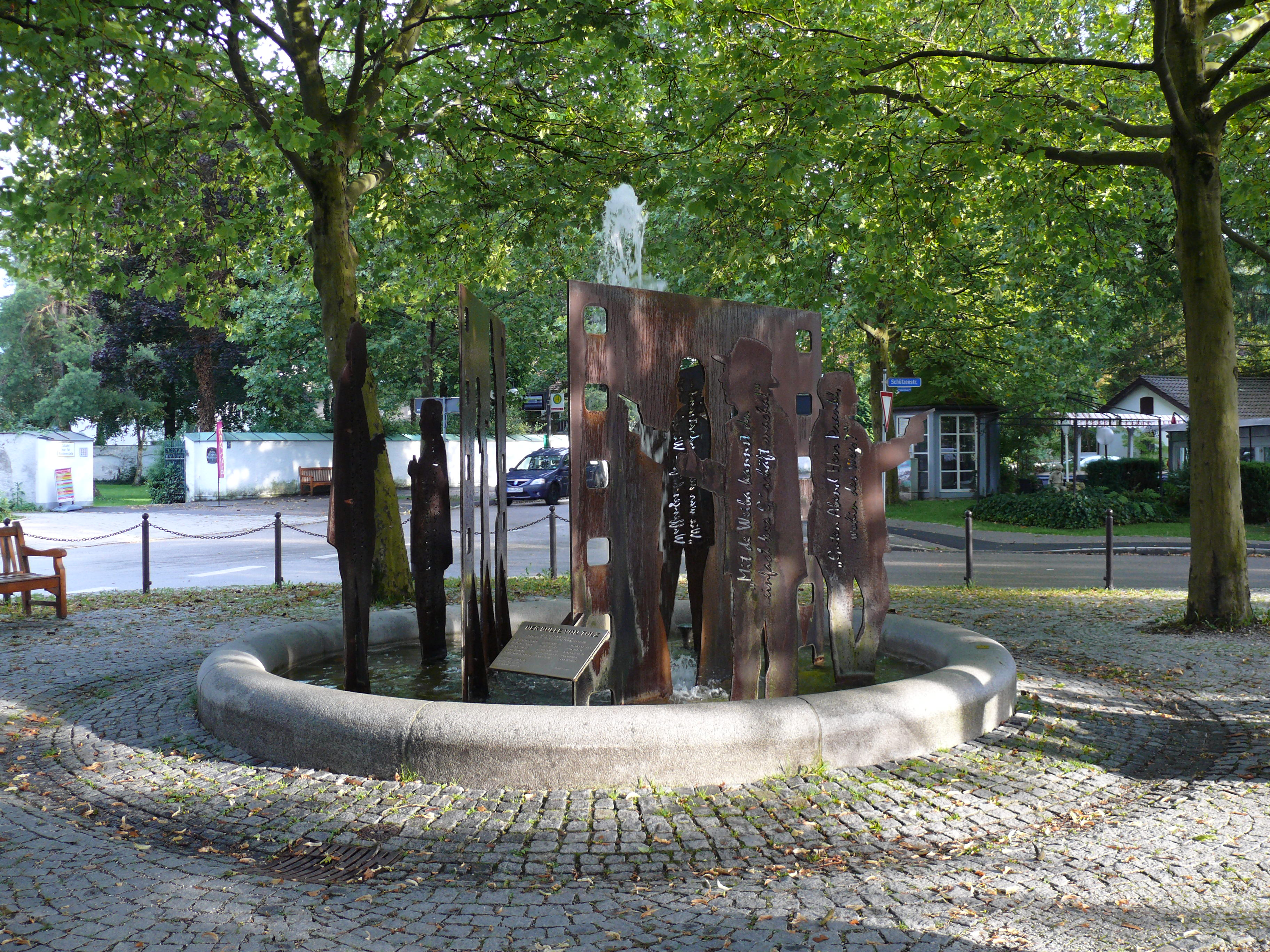
Bullen-Brunnen am Max-Höfler-Platz

Am Max-Höfler-Platz in Bad Tölz wurde 2013 der Bullen-Brunnen errichtet: Im Becken eines Springbrunnens stehen als Filmstreifen gestaltete Cortenstahl-Platten, aus denen die Umrisse der Darsteller ausgeschnitten sind. Die Figuren treten also symbolisch aus dem Film heraus. Künstler ist Peter Syr.

## Besonderheiten und Kurioses
- Im Fernsehen wird suggeriert, das Polizeirevier befinde sich direkt in der Tölzer Marktstraße. Die ersten Folgen wurden im heutigen Stadtmuseum (ehemaliges Rathaus), in der Marktstraße 48, gedreht. Später wurde der Drehort, unter anderem wegen der ungestörteren Lage, in die Wandelhalle im Tölzer Kur- und Bäderviertel (Ludwigstraße 14) verlegt.
- Das Wohnhaus von Benno und Resi befindet sich nicht in Bad Tölz, sondern etwa 25 km nordnordwestlich im Ort Irschenhausen, einem Ortsteil der Gemeinde Icking. Es handelt sich um das Hollerhaus am Neufahrner Weg 3, das schon öfter Drehort für Filme war.
- Als Kuriosum hat Berghammers Fahrzeug – ein BMW 6er-Coupé mit dem amtlichen Kfz-Kennzeichen TÖL TM 112 – keinen Beifahrersitz. Das ist laut Fischer als Hommage an die Serie Irgendwie und Sowieso zu verstehen, dort fährt Sepp eine Alfa Romeo Giulia. Für die Dreharbeiten wurden zwei Fahrzeuge gleichen Typs verwendet, bei einem fehlte jedoch sichtbar die Rückbank. Das Fahrzeug Berghammers stand während der Drehpausen bei BMW in München. Einmal wurde es während der Dreharbeiten gestohlen, konnte jedoch nach kurzer Zeit unbeschädigt sichergestellt werden.
- Katharina Abt, die ab 2006 die neue Kollegin von Benno Berghammer spielte, trat bereits als Brigitte Neuhierl in der Folge Tod eines Strohmanns (1998) auf. Dort bahnt sich sogar eine Beziehung zwischen ihr und Benno an, jedoch wird sie als Mörderin entlarvt. Als sie sich daraufhin das Leben nehmen will, wird sie von Benno gerettet. In dieser Folge hat auch Thomas Helmer einen Gastauftritt.
- Michael Lerchenberg alias Prälat Hinter hat am Ende der Folge Ein Orden für den Mörder (1999) zugleich einen kurzen Auftritt als Edmund Stoiber, dessen Part er traditionsgemäß auf dem Nockherberg übernahm.
- Norbert Mahler, der seit dem Tod von Udo Thomer den Wachtmeister Schmidt spielte, hatte zuvor bereits Auftritte in den Folgen Sioux City (2001) – als Stefan Rohrmoser – und Freier Fall (2003) – als Stadtbaumeister.
- In der Folge Der Zuchtbulle (2005) steht Ottfried Fischer neben einem Bullen und sagt: „Einen Bullen dopen, wer macht denn so was.“ Im Hintergrund ertönt das Lied Mr. Tambourine Man. Damit wird offensichtlich auf die Szene aus Irgendwie und Sowieso angespielt, in der Sir Quickly (Fischer) seinem Ochsen dieses Lied vorspielt, damit dieser beim Ochsenrennen schneller läuft.
- Der bayerische Liedermacher Willy Michl spielt in Folge 61 (Schonzeit, 2007) einen Schulfreund von Benno Berghammer. Obwohl unter anderem Namen (Walter Bruckner) und mit verändertem Hintergrund, spielt er quasi sich selbst; als er Tölz verlässt, singt er sein bekanntes Lied Isarflimmern. Außerdem findet sich am Ende dieser Folge mit dem Streit zwischen Bruckner und Resi über die „Pfannakuachasuppn“ eine Anspielung auf die Folge 17 (Schein oder Sein) der Serie Zur Freiheit, in der Willy Michl ebenfalls einen Gastauftritt hatte. In Folge 65 (Bulle und Bär, 2008) tritt Willy Michl erneut in der Rolle des Walter Bruckner auf.
- Benno Berghammer ist (wie Ottfried Fischer) Fan des lokalen Eishockeyclubs EC Bad Tölz.
- Ottfried Fischer und Ruth Drexel hatten als Benno und Resi Berghammer Nebenrollen in der ersten Folge der 2006/2007 auf Sat.1 und ORF 1 laufenden Serie Stadt, Land, Mord!.
- In der ARD-Serie Pfarrer Braun mit Ottfried Fischer in der Titelrolle finden sich mehrere, oftmals ironische Anspielungen auf den „Bullen“; so etwa, als Michael Lerchenberg alias Prälat Hinter in Ein verhexter Fall einer Nebenrolle als Richter auftaucht, Staat und Kirche also die Rollen tauschen. Ähnlich verhält es sich in der letzten Folge Brauns Heimkehr, in der der Bullen-Staatsanwalt Moritz Lindbergh als Advocatus Dei auftritt.
- Die Bad Tölzer Kurverwaltung hat sich auf den „Bullentourismus“ eingestellt, eine Führung an Schauplätzen und Drehorten in der Stadt kann gebucht werden. Den Rundgang leitet eine Touristenführerin in einem Trachtenkostüm mit einer stilechten Filmrolle unter dem Arm. Die Touristenführerin wandert mit den „Bullenpilgern“ durch die Stadt und erklärt die entscheidenden Szenerien. Zudem ist der Führer Auf den Spuren des Bullen erschienen, der zu vielen Drehorten in und um Bad Tölz führt und weitergehende Informationen bietet.
- Im Kinofilm Tödliche Verbindungen von 2007, einem Krimi nach wahren Begebenheiten, der 1978 in Bad Tölz spielt, haben der junge Benno Berghammer und seine Mutter Resi einen Gastauftritt. Benno wird darin von Florian Gmeiner gespielt, jedoch von Ottfried Fischer gesprochen.
- In der Folge Mord im Irrenhaus spielt der damalige Lebensgefährte von Ruth Drexel, Hans Brenner, die Rolle des Professor Roth, eines ehemaligen Verehrers von Resi Berghammer.
- In der Folge Der Heiratskandidat spielt Ottfried Fischer in einer Doppelrolle einerseits natürlich Benno Berghammer, andererseits aber auch das Mordopfer, den korpulenten Enthüllungsjournalisten Bertram Söllner.
- In der Folge Sport ist Mord schenkt Benno seinem Freund und Lehrmeister, der in Pension geht, ein Buch, dessen Verfasser laut Einband ein gewisser U. Thomer ist – eine Anspielung auf den Polizisten Pfeiffer, der vom Schauspieler Udo Thomer gespielt wurde.
- Zwar sitzt Benno Berghammer in fast allen Folgen mit seiner Mutter am Esszimmertisch, doch sieht man ihn dabei niemals essen – im Gegensatz zum Pfarrer Braun.
- Das Konzept der ZDF-Krimiserie Die Rosenheim-Cops ist an den Bullen von Tölz angelehnt.[3]
- Seit September 2014 gibt es in Bad Tölz ein privates Bulle von Tölz Museum.[4]

## Auszeichnungen
- 1997 Goldener Gong für Ruth Drexel und Ottfried Fischer (Darstellung)
- 1999 Deutscher Fernsehpreis Beste Schauspielerin Serie für Ruth Drexel
- 1998, 2001, 2002 und 2004 Romy in Gold Beliebtester männlicher Serienstar für Ottfried Fischer
- 2004 und 2006 Romy in Gold Beliebtester weiblicher Serienstar für Ruth Drexel